# Paul Emil Jacobs

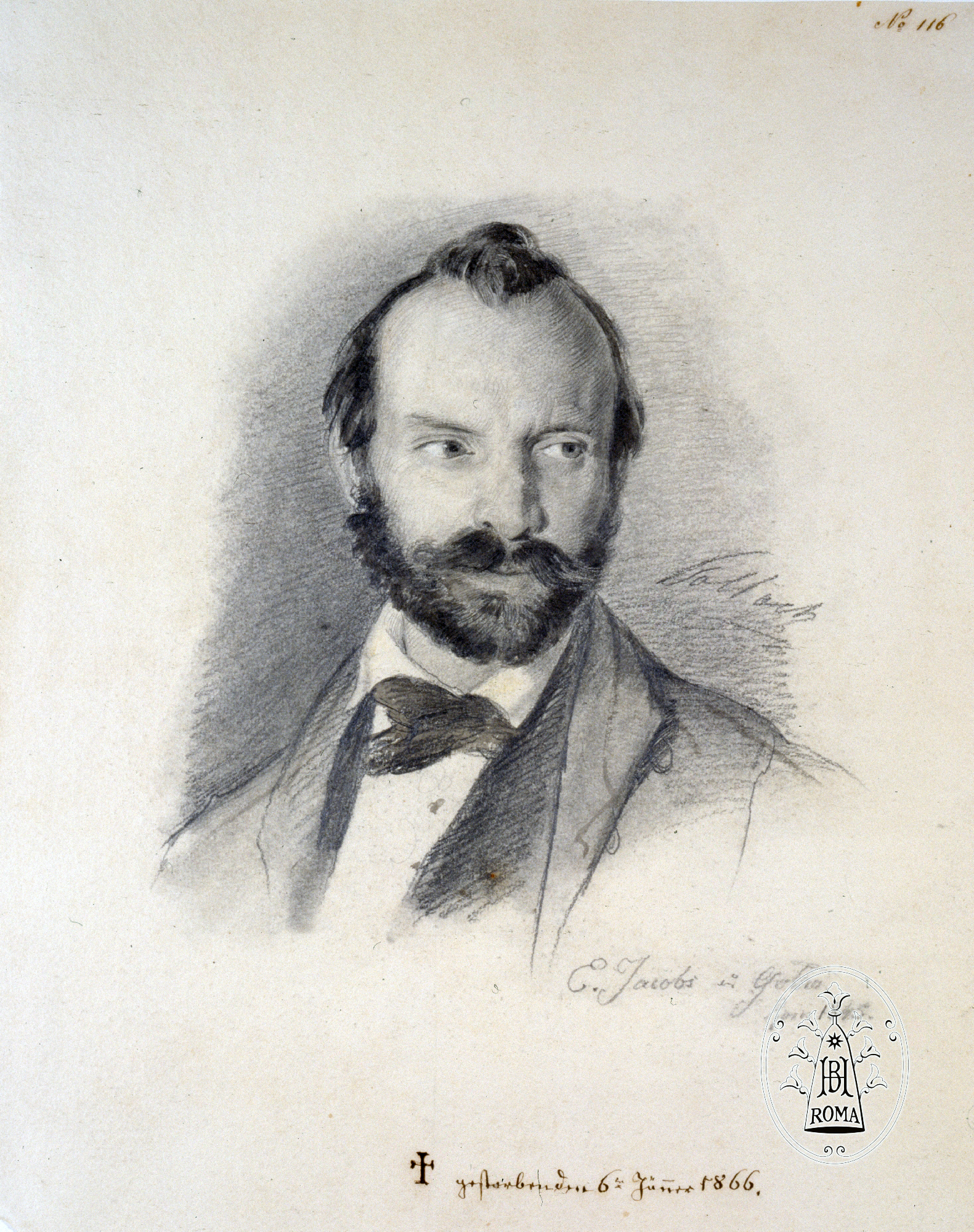
Paul Emil Jacobs, gezeichnet von Leopold Pollak, Rom 1845

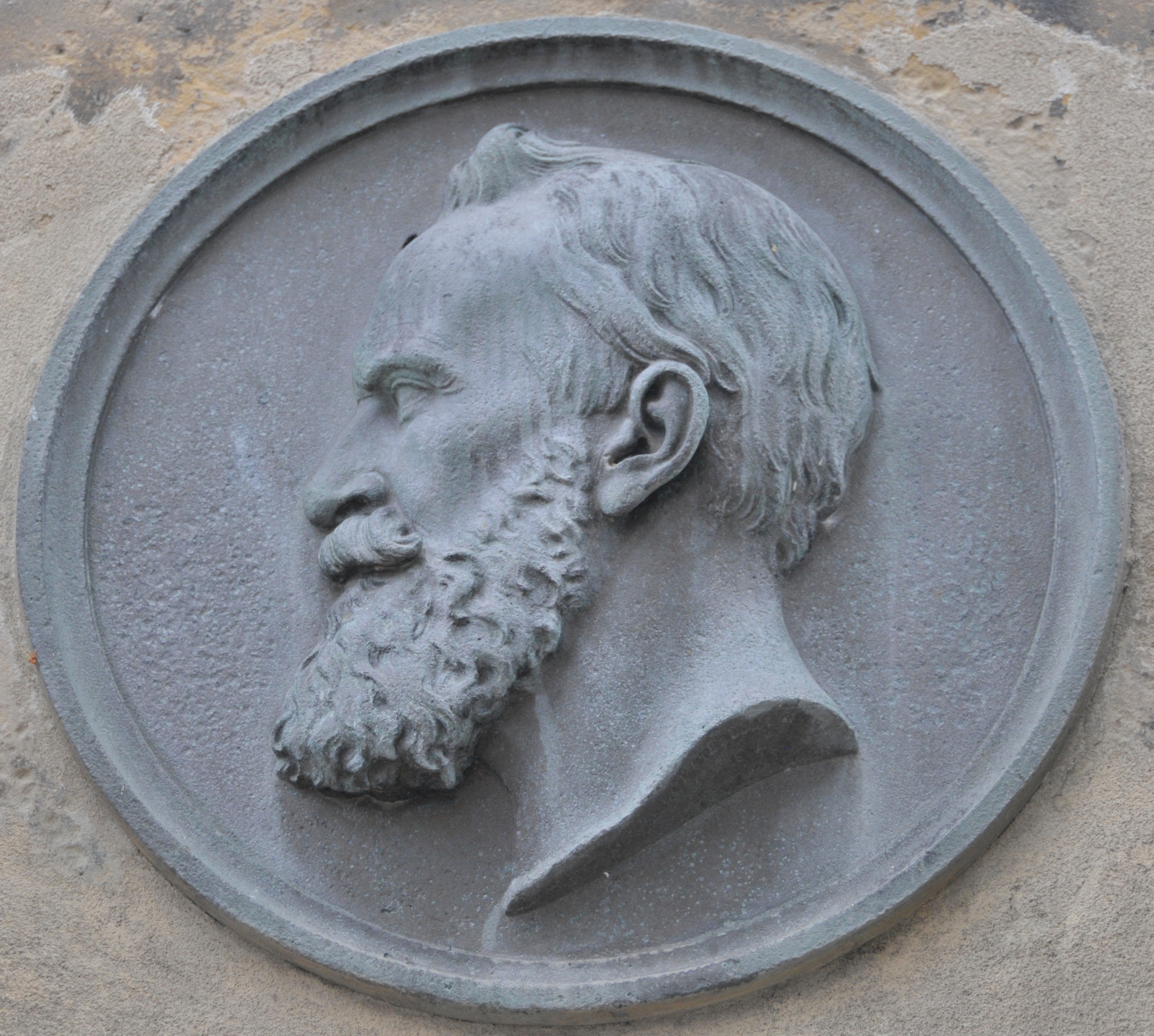
Porträt von Jacobs auf unten abgebildeter Stele

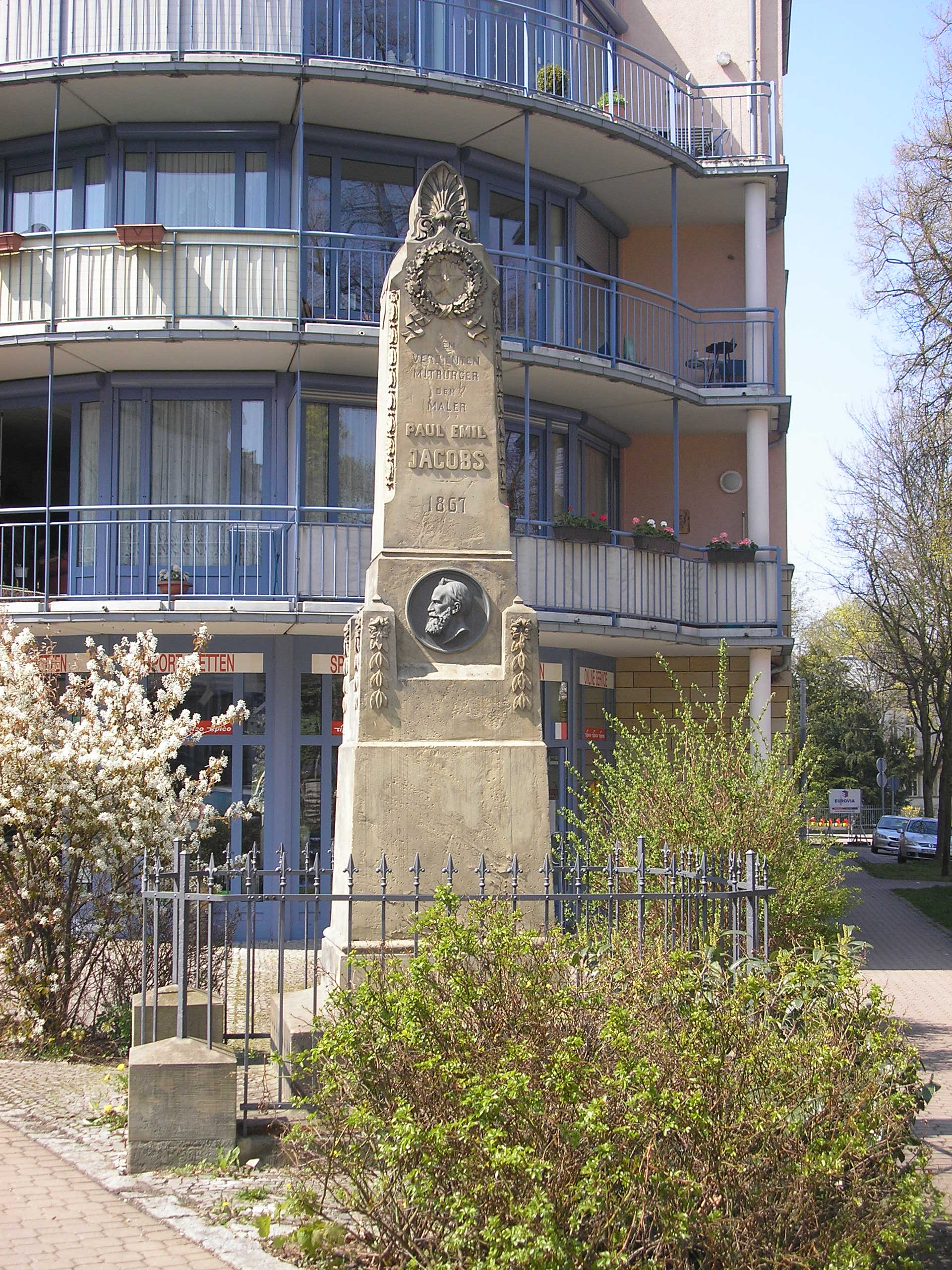
Jacobs-Denkmal in Gotha,
Entwurf von Ludwig Bohnstedt
(von 1867)

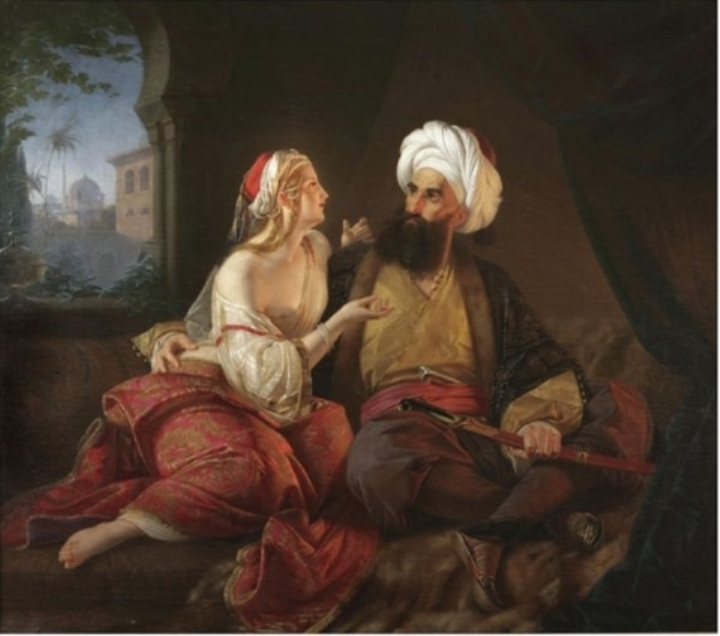
Gemälde: Tepedelenli Ali Pascha und seine Frau Kira Vassiliki

Paul Emil Jacobs (* 18. August 1802 in Gotha; † 6. Januar 1866 ebenda) war ein deutscher Maler.

## Leben
Jacobs, Sohn des Philologen Friedrich Jacobs, erhielt nach dem Besuch des Gothaer Gymnasium Illustre seine künstlerische Bildung beim Gothaer Maler Ludwig Döll. Von 1818 bis 1825 studierte er an der Münchener Akademie bei Johann Peter und Robert von Langer und machte sich zuerst durch den Karton „Merkur, den Argus überlistend“, bekannt. Hier entstand auch sein Bild „Die Erweckung des Lazarus“. 1826 begab er sich nach Rom. Hier entstanden erste Entwürfe für sein großes Werk „Die Kreuzigung“ in der Werkstatt in der Via Margutta. 1828 begann er eine Tätigkeit an der Berliner Akademie und schuf den „Raub der Proserpina“. Weitere Stationen seines Berufslebens sind Frankfurt am Main (1829–1830), St. Petersburg (1830–1834) („Himmelfahrt Christi“ und „Abendmahl“ für das Smolny-Kloster). 1834 schuf er das Ölbildnis seines Vaters Friedrich Jacobs. 1835/1836 malte er eine Reihe Geschichtsbilder im Welfenschloss zu Hannover. Nach einer Reise nach Griechenland und Rom 1838 weilte er 1840 wieder in Gotha, wo er u. a. das Altarbild in der Schlosskirche und vier Allegorien in der Aula der Myconiusschule schuf. In die kath. Christkönigskirche in Gotha kamen die Gemälde „Der Erlöser“ und „Maria mit dem Kinde über Gotha“; die Gemälde „Luther“ und „Melanchthon“ hängen in der Kirche St. Viti in Wechmar.
Seine Meisterschaft in der Wiedergabe des Nackten und der Modellierung bekundete er besonders in der Darstellung eines „Sklavenmarktes“ sowie in dem „Schlafenden und dem wachenden nackten Knaben“. Graziöse Darstellungen des weiblichen Körpers sind die „Griechin bei der Toilette“ und „die zitherspielende Türkin“. Ausgezeichnet durch Lichteffekte ist sein Bild aus „Tausendundeiner Nacht“, das die Scheherezade genau in dem Augenblick darstellt, als das Licht zuerst das Gemach erhellt. Auch als Bildnismaler war Jacobs hervorragend; von ihm selbst lithographiert sind die Porträts Goethes, Bretschneiders, Rosts, Dörings, seines Vaters u. a.
Das monumentale Altargemälde „Kalvarienberg“, das Jacobs 1844 für die Augustinerkirche in Gotha schuf, wurde dort 1939 beim Umbau der Kirche entfernt; es befindet sich seit 1998 in der Kirche von Hohenleuben.
Jacobs war mit Louise Jahn verheiratet; sein Enkel Emil Jacobs (1868–1940) war Bibliothekar und Leiter der Universitätsbibliothek in Freiburg i. Br., ab 1929 Erster Direktor der Preußischen Staatsbibliothek zu Berlin und Honorarprofessor für Bibliothekswissenschaft ebenda.